# Verband (Militär)
Ein Verband (Vbd) ist in den Streitkräften die gliederungsmäßige Zusammenfassung mehrerer militärischer Einheiten in der Stärke eines Bataillons oder Regiments – ist diese zeitlich begrenzt, wird dies als Gefechtsverband bezeichnet.

## Verbände der Teilstreitkräfte
Einem Bataillon vergleichbare Gliederungsformen sind die Gruppe (Luftwaffe, z. B. Fliegerhorstgruppe), Abteilung, Lehrgruppe (an Schulen, z. B. Offizierschule des Heeres oder Sanitätsakademie der Bundeswehr), das Lazarett (Sanitätsdienst) und das Schiff (Marine). Einem Regiment vergleichbar ist in der Luftwaffe und z. T. auch in der Marine das Geschwader.
Gliederungsmäßig oder zeitlich begrenzt zusammengefasste Truppenteile von der Stärke einer Brigade (in der Marine Flottille) an aufwärts werden als Großverband bezeichnet.

## Führung von Verbänden
Verbände werden in der Bundeswehr von einem Kommandeur geführt, während Einheiten einen Chef haben. In der Schweizer Armee und dem Bundesheer werden beide Funktionen als Kommandant bezeichnet.

## Einsatzverbände
Werden Verbände für bestimmte Aufgaben umstrukturiert oder um zusätzliche Einheiten ergänzt, so bezeichnet man sie als Einsatzverband. Kommandeur eines Verbands ist in der Regel ein Stabsoffizier ab Oberstleutnant.

## NVA
In der Nationalen Volksarmee entsprach ein Verband mit seinen Truppenteilen, Einheiten und Einrichtungen einer Division, geführt in der Regel von einem Offizier mit dem Dienstgrad Generalmajor.